# Trà Phú
Trà Phú là một xã thuộc huyện Trà Bồng, tỉnh Quảng Ngãi, Việt Nam.
Xã Trà Phú có diện tích 15,78 km², dân số năm 1999 là 4152 người, mật độ dân số đạt 263 người/km².